# 的戸田宿禰
的 戸田宿禰（いくは の とだ の すくね、生没年不詳）は、『日本書紀』等に伝わる古代日本の人物。砥田宿禰とも表記する。別名は盾人宿禰（たたひと の すくね）。弓の名人。的氏の祖。

## 系譜
『古事記』孝元天皇段では、的氏は葛城長江曾都毘古（かずらき の ながえ の そつびこ）の（かずらき の ながえ の そつびこ）の子孫となっている。「曾都毘古」は『日本書紀』では「襲津彦」となっており、襲津彦の子孫としては、他に玉江氏・生江氏・阿芸那氏がある。『紀氏家牒』では襲津彦の実子であるとされる。
盾人の名前は後世の創作であり、的臣の祖が葛城襲津彦にルーツを求めたのは、襲津彦が武勇や朝鮮外交で活躍した伝承があり、5世紀に朝鮮外交に従事していた的臣にとって丁度良い存在であったからであると考えられる。
『新撰姓氏録』山城皇別によると、「的臣、石川朝臣同祖、彦太忍信命三世孫葛城襲津彦之後也」となっている。

## 記録
『日本書紀』巻第十によると、応神天皇16年に平群木菟宿禰（へぐり の つく の すくね）とともに加羅へ派遣された。その際に、
新羅の国境に臨んだところで、新羅王は恐れて罪に服し、弓月の人夫を率いて、襲津彦とともにかえってきた、という。
巻第十一では、仁徳天皇12年（なお、この間、記録通りに時間が過ぎたとすると、上記の出来事から55年後となる）に、
誰も貫通させることのできなかった鉄の的に、唯一射通した盾人の勝れた力を、高麗の客人たちは、「共に起ちて拝朝（みかどおがみ)す」という。
翌日、盾人宿禰は功績を讃えられて、的戸田宿禰という名前を賜った。このことについて、本居宣長は『古事記伝』の中で、盾の的を射たのだから、戸田を「盾人」に改めたのではないか、という説をあげている。このとき、小泊瀬造（おはつせ の みやつこ）の祖先である宿禰臣も、賢遺臣（さかののこり の おみ）の名を賜っている。
この5年後、戸田宿禰と賢遺臣は、新羅に派遣され、大和政権に貢ぎ物を献上しないことを問責した。新羅人は懼（かしこま）って（恐れ入って）調の絹1,460匹及び「種々雑物」（くさはいのもの）併せて八十艘（やそふな＝船の数が多いこと）を献上した、という。

## 考証
仁徳12年の記述は、史実のほどが疑わしいと池内宏は述べている。5世紀の高句麗は好太王・長寿王の治政で倭国とは対立関係にあり、高句麗の朝貢や上表文があったとは考えにくい、という。
高句麗の朝貢記事は応神天皇28年9月にもあり、
という上表文の無礼さに立腹した太子の菟道稚郎子（うぢ の わき の いらつこ）が破り捨てた、という記述がある。
ただ「教」という言葉は広開土王碑文にも
というふうに用いられており、また戦争中に使節が訪れることがないとは言い切れない。いずれにしても、続く上述の、同じ戸田宿禰が関与する仁徳17年条の新羅派遣の記事と深くつながっていることは間違いないであろう。

## 伝承
兵庫県神戸市の一宮神社の境内社の伊久波神社には戸田宿禰が祀られており、戸田宿禰の子孫である布敷首や同族の生田首によって祀られたのが始まりであるとされる。また、同市灘駅の付近に古墳時代後期に築かれた横穴式石室の円墳があり、「布敷首霊地」と呼ばれ、布敷首が葬られているとする伝承がある。ただし、その証拠はなくあくまで伝承である。